# 스와 대사

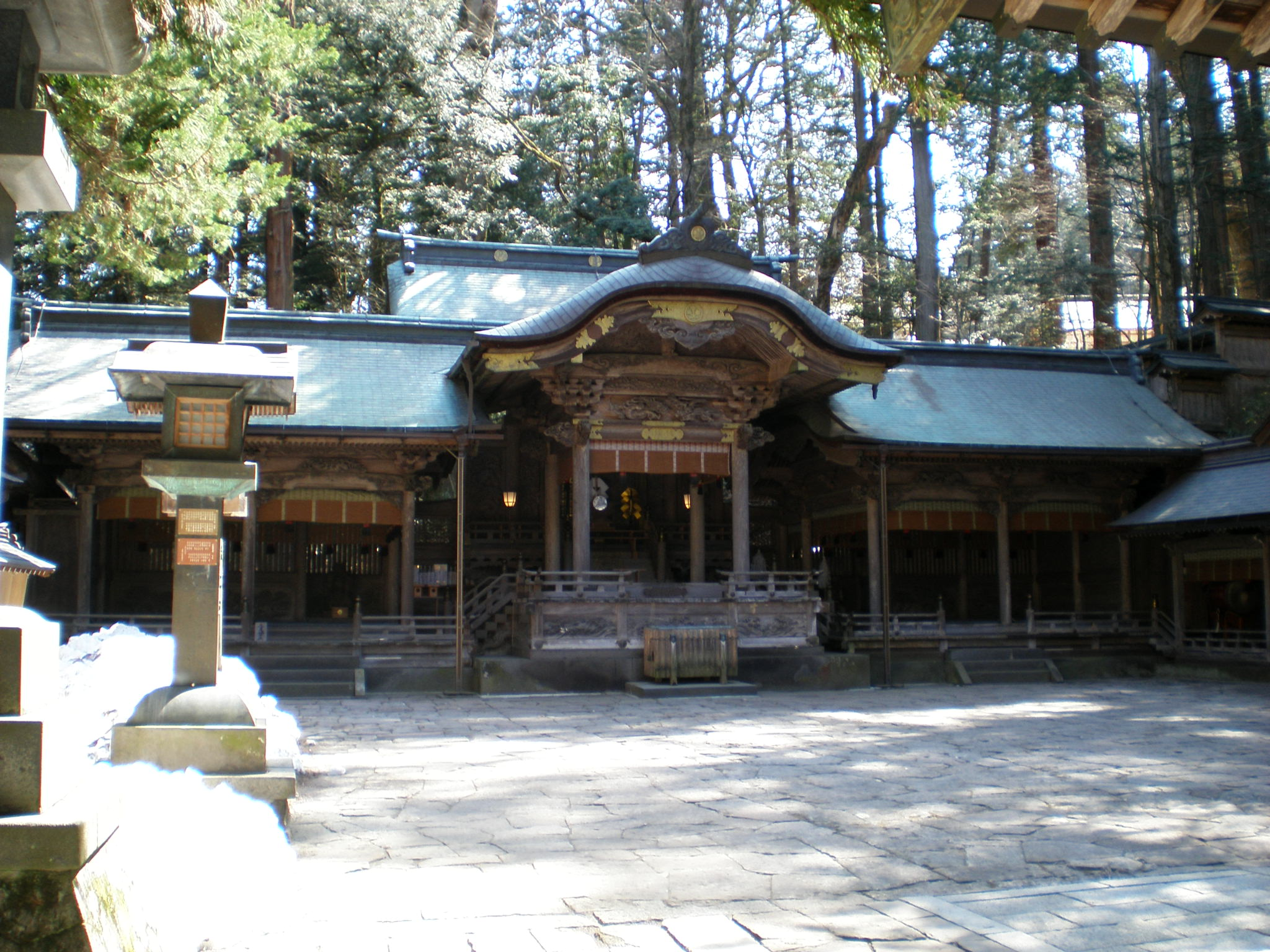
스와 대사

스와 대사(諏訪大社 스와타이샤[*])는 일본 나가노현 스와호 주변의 신사이다.
일본 전국에 있는 약 25,000개의 스와 신사의 총본사이다. 일본의 신사 중 현존하는 가장 오래된 신사 중 하나로 여겨지며, 7세기 후반에 일본서기에서 이미 암시하고 있다.

## 같이 보기
- 스와씨
- 시나노국